# 格罗泰里亚
格罗泰里亚（義大利語：Grotteria），是意大利雷焦卡拉布里亚省的一个市镇。总面积37平方公里，人口3295人，人口密度89.1人/平方公里（2009年）。ISTAT代码为080040。